# 菲律賓叫姑魚
菲律賓叫姑魚為輻鰭魚綱鱸形目鱸亞目石首魚科的其中一種，分布中西太平洋的菲律賓海域，體長可達14公分，棲息在沿海海域。